# Гіпотези про смерть Миколи Гоголя

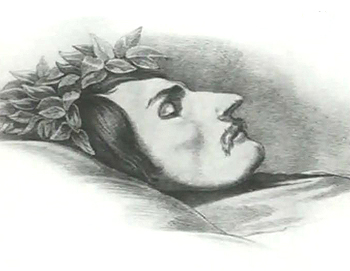
«Гоголь на смертному одрі», малюнок В. А. Рачинського, 22 лютого 1852 року

Існує декілька гіпотез про смерть Миколи Гоголя. Згідно із загальноприйнятою версією, 18 лютого 1852 року Микола Гоголь зліг у ліжко і зовсім перестав їсти. 20 лютого лікарський консиліум зважився на примусове лікування Гоголя, результатом якого стало остаточне виснаження і втрата сил. Увечері він знепритомнів і на ранок 21 лютого помер.

## Гіпотези про хворобу
Клініцист і психіатр Володимир Чиж (1855—1922) опублікував у журналі «Питання філософії і психології» (1903—1904) об'ємну статтю «Хвороба М. В. Гоголя», де виклав своє розуміння спірних фактів біографії письменника з точки зору сучасної йому психіатрії. Згідно з версією Чижа, передумови психічного захворювання Гоголя проявлялися ще в ранній юності, а остаточного вигляду хвороба набула за десять років до його смерті.
|  | 1841 року в Гоголя остаточно сформувалися маячні ідеї величі, зачатки яких були вже в юності і які протягом усього життя поступово кристалізовувалися і вияснялися, поки, нарешті, під впливом загострення хвороби 1840 року не досягли повноти і закінченості. |

Фактором психічного розладу Чиж пояснює релігійну екзальтацію, написання книги «Вибрані місця із листування з друзями» та згасання літературного таланту. Прямолінійний підхід В. Ф. Чижа оскаржують доктор філософських наук та професор В. М. Розін та доктор культурології А. П. Давидов.

## Гіпотези про смерть

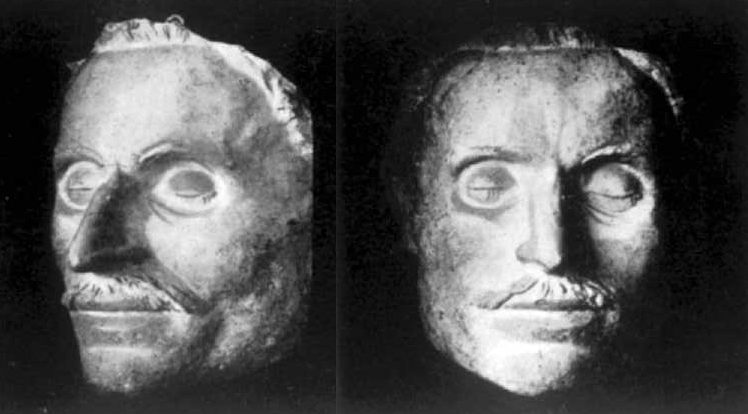
Посмертна маска Гоголя, знята скульптором Н. Рамазановим.

За однією з версій Гоголь заснув летаргічним сном, оскільки після ексгумації його останків деякі очевидці вважали, що скелет письменника прийняв у труні неприродне положення. Версію про летаргічний сон спростовує скульптор Микола Рамазанов, який робив посмертну маску Гоголя.
За іншою версією смерть Гоголя пов'язана з покаянним відкиданням ним усього тілесного, внаслідок чого той, за словами історика Антона Карташова, «заморив себе голодом у подвигу спіритуалізму».
Існує точка зору, що письменник помер від виснаження через надмірний аскетизм, викликаний психічною хворобою. Професор психіатрії Д. Е. Мелехов вважає, що письменник був схильний до маніакально-депресивного розладу або приступоподібної шизофренії, яка виразилася у нездоровій формі релігійності. На думку Мелехова, письменник помер, тому що захворювання ще не було описано і лікарі не знали, як його лікувати, а духовник письменника помилково прийняв напади хвороби за духовні переживання.
Гоголезнавець Володимир Воропаєв спростовує цю точку зору і стверджує, що вчений невірно інтерпретував неточно наведені висловлювання письменника та очевидців. На думку Воропаєва, релігійні переживання Гоголя були здоровими і не мали відношення до його смерті. Зокрема, критикуючи думку Мелехова, Воропаєв стверджує:
|  | Ми бачимо, як учений-псіхіатр, ґрунтуючися на відомостях із третіх рук, повторює популярну думку, ніби-то Гоголь заморив себе голодом. Тим часом доктор Олексій Терентійович Тарасенков, який спостерігав за Гоголем під час його передсмертної хвороби, свідчить (і інші мемуаристи це підтверджують), що Гоголь перестав приймати їжу та зліг у ліжко тільки за три дні до смерті, а справжнє марення і раптове падіння сил з'явилися лише в останні години. |

Існує ще одна версія смерті Гоголя, яку висунув Костянтин Смирнов і яку також відкидає Володимир Воропаєв. Вона полягає в тому, що через помилкове лікування трьома лікарями, які не знали про попередні призначення Гоголю, йому триразово призначали каломель — ртутовмісний препарат, яким лікували шлункові розлади. У результаті передозування і уповільнення виведення цього препарату з ослабленого організму могла статися загальна інтоксикація по типу отруєння сулемою.
Сам Воропаєв не дотримується якої-небудь конкретної версії смерті Гоголя, але вважає її цілком закономірним підсумком духовної еволюції письменника («смерть, наповнена духовним змістом»).

## Поховання
Похований Микола Гоголь на Новодівичому цвинтарі у Москві, 2 участок, 12 ряд.